# Andrew Fluegelman
Andrew Cardozo Fluegelman, född 27 november 1943, död 6 juli 1985, var en amerikansk programmerare och redaktör. Han är mest känd för att vara pionjär i en affärsmodell kallad shareware för software marknadsföring.